# Мат Діларам
|   | a | b | c | d | e | f | g | h |   |
| 8 | b8 чорна тура · g8 чорний король · f6 білий пішак · g6 білий пішак · a4 білий король · c4 чорний кінь · g4 білий кінь · h4 біла тура · h3 B l · b2 чорна тура · h1 біла тура | b8 чорна тура · g8 чорний король · f6 білий пішак · g6 білий пішак · a4 білий король · c4 чорний кінь · g4 білий кінь · h4 біла тура · h3 B l · b2 чорна тура · h1 біла тура | b8 чорна тура · g8 чорний король · f6 білий пішак · g6 білий пішак · a4 білий король · c4 чорний кінь · g4 білий кінь · h4 біла тура · h3 B l · b2 чорна тура · h1 біла тура | b8 чорна тура · g8 чорний король · f6 білий пішак · g6 білий пішак · a4 білий король · c4 чорний кінь · g4 білий кінь · h4 біла тура · h3 B l · b2 чорна тура · h1 біла тура | b8 чорна тура · g8 чорний король · f6 білий пішак · g6 білий пішак · a4 білий король · c4 чорний кінь · g4 білий кінь · h4 біла тура · h3 B l · b2 чорна тура · h1 біла тура | b8 чорна тура · g8 чорний король · f6 білий пішак · g6 білий пішак · a4 білий король · c4 чорний кінь · g4 білий кінь · h4 біла тура · h3 B l · b2 чорна тура · h1 біла тура | b8 чорна тура · g8 чорний король · f6 білий пішак · g6 білий пішак · a4 білий король · c4 чорний кінь · g4 білий кінь · h4 біла тура · h3 B l · b2 чорна тура · h1 біла тура | b8 чорна тура · g8 чорний король · f6 білий пішак · g6 білий пішак · a4 білий король · c4 чорний кінь · g4 білий кінь · h4 біла тура · h3 B l · b2 чорна тура · h1 біла тура | 8 |
| 7 | b8 чорна тура · g8 чорний король · f6 білий пішак · g6 білий пішак · a4 білий король · c4 чорний кінь · g4 білий кінь · h4 біла тура · h3 B l · b2 чорна тура · h1 біла тура | b8 чорна тура · g8 чорний король · f6 білий пішак · g6 білий пішак · a4 білий король · c4 чорний кінь · g4 білий кінь · h4 біла тура · h3 B l · b2 чорна тура · h1 біла тура | b8 чорна тура · g8 чорний король · f6 білий пішак · g6 білий пішак · a4 білий король · c4 чорний кінь · g4 білий кінь · h4 біла тура · h3 B l · b2 чорна тура · h1 біла тура | b8 чорна тура · g8 чорний король · f6 білий пішак · g6 білий пішак · a4 білий король · c4 чорний кінь · g4 білий кінь · h4 біла тура · h3 B l · b2 чорна тура · h1 біла тура | b8 чорна тура · g8 чорний король · f6 білий пішак · g6 білий пішак · a4 білий король · c4 чорний кінь · g4 білий кінь · h4 біла тура · h3 B l · b2 чорна тура · h1 біла тура | b8 чорна тура · g8 чорний король · f6 білий пішак · g6 білий пішак · a4 білий король · c4 чорний кінь · g4 білий кінь · h4 біла тура · h3 B l · b2 чорна тура · h1 біла тура | b8 чорна тура · g8 чорний король · f6 білий пішак · g6 білий пішак · a4 білий король · c4 чорний кінь · g4 білий кінь · h4 біла тура · h3 B l · b2 чорна тура · h1 біла тура | b8 чорна тура · g8 чорний король · f6 білий пішак · g6 білий пішак · a4 білий король · c4 чорний кінь · g4 білий кінь · h4 біла тура · h3 B l · b2 чорна тура · h1 біла тура | 7 |
| 6 | b8 чорна тура · g8 чорний король · f6 білий пішак · g6 білий пішак · a4 білий король · c4 чорний кінь · g4 білий кінь · h4 біла тура · h3 B l · b2 чорна тура · h1 біла тура | b8 чорна тура · g8 чорний король · f6 білий пішак · g6 білий пішак · a4 білий король · c4 чорний кінь · g4 білий кінь · h4 біла тура · h3 B l · b2 чорна тура · h1 біла тура | b8 чорна тура · g8 чорний король · f6 білий пішак · g6 білий пішак · a4 білий король · c4 чорний кінь · g4 білий кінь · h4 біла тура · h3 B l · b2 чорна тура · h1 біла тура | b8 чорна тура · g8 чорний король · f6 білий пішак · g6 білий пішак · a4 білий король · c4 чорний кінь · g4 білий кінь · h4 біла тура · h3 B l · b2 чорна тура · h1 біла тура | b8 чорна тура · g8 чорний король · f6 білий пішак · g6 білий пішак · a4 білий король · c4 чорний кінь · g4 білий кінь · h4 біла тура · h3 B l · b2 чорна тура · h1 біла тура | b8 чорна тура · g8 чорний король · f6 білий пішак · g6 білий пішак · a4 білий король · c4 чорний кінь · g4 білий кінь · h4 біла тура · h3 B l · b2 чорна тура · h1 біла тура | b8 чорна тура · g8 чорний король · f6 білий пішак · g6 білий пішак · a4 білий король · c4 чорний кінь · g4 білий кінь · h4 біла тура · h3 B l · b2 чорна тура · h1 біла тура | b8 чорна тура · g8 чорний король · f6 білий пішак · g6 білий пішак · a4 білий король · c4 чорний кінь · g4 білий кінь · h4 біла тура · h3 B l · b2 чорна тура · h1 біла тура | 6 |
| 5 | b8 чорна тура · g8 чорний король · f6 білий пішак · g6 білий пішак · a4 білий король · c4 чорний кінь · g4 білий кінь · h4 біла тура · h3 B l · b2 чорна тура · h1 біла тура | b8 чорна тура · g8 чорний король · f6 білий пішак · g6 білий пішак · a4 білий король · c4 чорний кінь · g4 білий кінь · h4 біла тура · h3 B l · b2 чорна тура · h1 біла тура | b8 чорна тура · g8 чорний король · f6 білий пішак · g6 білий пішак · a4 білий король · c4 чорний кінь · g4 білий кінь · h4 біла тура · h3 B l · b2 чорна тура · h1 біла тура | b8 чорна тура · g8 чорний король · f6 білий пішак · g6 білий пішак · a4 білий король · c4 чорний кінь · g4 білий кінь · h4 біла тура · h3 B l · b2 чорна тура · h1 біла тура | b8 чорна тура · g8 чорний король · f6 білий пішак · g6 білий пішак · a4 білий король · c4 чорний кінь · g4 білий кінь · h4 біла тура · h3 B l · b2 чорна тура · h1 біла тура | b8 чорна тура · g8 чорний король · f6 білий пішак · g6 білий пішак · a4 білий король · c4 чорний кінь · g4 білий кінь · h4 біла тура · h3 B l · b2 чорна тура · h1 біла тура | b8 чорна тура · g8 чорний король · f6 білий пішак · g6 білий пішак · a4 білий король · c4 чорний кінь · g4 білий кінь · h4 біла тура · h3 B l · b2 чорна тура · h1 біла тура | b8 чорна тура · g8 чорний король · f6 білий пішак · g6 білий пішак · a4 білий король · c4 чорний кінь · g4 білий кінь · h4 біла тура · h3 B l · b2 чорна тура · h1 біла тура | 5 |
| 4 | b8 чорна тура · g8 чорний король · f6 білий пішак · g6 білий пішак · a4 білий король · c4 чорний кінь · g4 білий кінь · h4 біла тура · h3 B l · b2 чорна тура · h1 біла тура | b8 чорна тура · g8 чорний король · f6 білий пішак · g6 білий пішак · a4 білий король · c4 чорний кінь · g4 білий кінь · h4 біла тура · h3 B l · b2 чорна тура · h1 біла тура | b8 чорна тура · g8 чорний король · f6 білий пішак · g6 білий пішак · a4 білий король · c4 чорний кінь · g4 білий кінь · h4 біла тура · h3 B l · b2 чорна тура · h1 біла тура | b8 чорна тура · g8 чорний король · f6 білий пішак · g6 білий пішак · a4 білий король · c4 чорний кінь · g4 білий кінь · h4 біла тура · h3 B l · b2 чорна тура · h1 біла тура | b8 чорна тура · g8 чорний король · f6 білий пішак · g6 білий пішак · a4 білий король · c4 чорний кінь · g4 білий кінь · h4 біла тура · h3 B l · b2 чорна тура · h1 біла тура | b8 чорна тура · g8 чорний король · f6 білий пішак · g6 білий пішак · a4 білий король · c4 чорний кінь · g4 білий кінь · h4 біла тура · h3 B l · b2 чорна тура · h1 біла тура | b8 чорна тура · g8 чорний король · f6 білий пішак · g6 білий пішак · a4 білий король · c4 чорний кінь · g4 білий кінь · h4 біла тура · h3 B l · b2 чорна тура · h1 біла тура | b8 чорна тура · g8 чорний король · f6 білий пішак · g6 білий пішак · a4 білий король · c4 чорний кінь · g4 білий кінь · h4 біла тура · h3 B l · b2 чорна тура · h1 біла тура | 4 |
| 3 | b8 чорна тура · g8 чорний король · f6 білий пішак · g6 білий пішак · a4 білий король · c4 чорний кінь · g4 білий кінь · h4 біла тура · h3 B l · b2 чорна тура · h1 біла тура | b8 чорна тура · g8 чорний король · f6 білий пішак · g6 білий пішак · a4 білий король · c4 чорний кінь · g4 білий кінь · h4 біла тура · h3 B l · b2 чорна тура · h1 біла тура | b8 чорна тура · g8 чорний король · f6 білий пішак · g6 білий пішак · a4 білий король · c4 чорний кінь · g4 білий кінь · h4 біла тура · h3 B l · b2 чорна тура · h1 біла тура | b8 чорна тура · g8 чорний король · f6 білий пішак · g6 білий пішак · a4 білий король · c4 чорний кінь · g4 білий кінь · h4 біла тура · h3 B l · b2 чорна тура · h1 біла тура | b8 чорна тура · g8 чорний король · f6 білий пішак · g6 білий пішак · a4 білий король · c4 чорний кінь · g4 білий кінь · h4 біла тура · h3 B l · b2 чорна тура · h1 біла тура | b8 чорна тура · g8 чорний король · f6 білий пішак · g6 білий пішак · a4 білий король · c4 чорний кінь · g4 білий кінь · h4 біла тура · h3 B l · b2 чорна тура · h1 біла тура | b8 чорна тура · g8 чорний король · f6 білий пішак · g6 білий пішак · a4 білий король · c4 чорний кінь · g4 білий кінь · h4 біла тура · h3 B l · b2 чорна тура · h1 біла тура | b8 чорна тура · g8 чорний король · f6 білий пішак · g6 білий пішак · a4 білий король · c4 чорний кінь · g4 білий кінь · h4 біла тура · h3 B l · b2 чорна тура · h1 біла тура | 3 |
| 2 | b8 чорна тура · g8 чорний король · f6 білий пішак · g6 білий пішак · a4 білий король · c4 чорний кінь · g4 білий кінь · h4 біла тура · h3 B l · b2 чорна тура · h1 біла тура | b8 чорна тура · g8 чорний король · f6 білий пішак · g6 білий пішак · a4 білий король · c4 чорний кінь · g4 білий кінь · h4 біла тура · h3 B l · b2 чорна тура · h1 біла тура | b8 чорна тура · g8 чорний король · f6 білий пішак · g6 білий пішак · a4 білий король · c4 чорний кінь · g4 білий кінь · h4 біла тура · h3 B l · b2 чорна тура · h1 біла тура | b8 чорна тура · g8 чорний король · f6 білий пішак · g6 білий пішак · a4 білий король · c4 чорний кінь · g4 білий кінь · h4 біла тура · h3 B l · b2 чорна тура · h1 біла тура | b8 чорна тура · g8 чорний король · f6 білий пішак · g6 білий пішак · a4 білий король · c4 чорний кінь · g4 білий кінь · h4 біла тура · h3 B l · b2 чорна тура · h1 біла тура | b8 чорна тура · g8 чорний король · f6 білий пішак · g6 білий пішак · a4 білий король · c4 чорний кінь · g4 білий кінь · h4 біла тура · h3 B l · b2 чорна тура · h1 біла тура | b8 чорна тура · g8 чорний король · f6 білий пішак · g6 білий пішак · a4 білий король · c4 чорний кінь · g4 білий кінь · h4 біла тура · h3 B l · b2 чорна тура · h1 біла тура | b8 чорна тура · g8 чорний король · f6 білий пішак · g6 білий пішак · a4 білий король · c4 чорний кінь · g4 білий кінь · h4 біла тура · h3 B l · b2 чорна тура · h1 біла тура | 2 |
| 1 | b8 чорна тура · g8 чорний король · f6 білий пішак · g6 білий пішак · a4 білий король · c4 чорний кінь · g4 білий кінь · h4 біла тура · h3 B l · b2 чорна тура · h1 біла тура | b8 чорна тура · g8 чорний король · f6 білий пішак · g6 білий пішак · a4 білий король · c4 чорний кінь · g4 білий кінь · h4 біла тура · h3 B l · b2 чорна тура · h1 біла тура | b8 чорна тура · g8 чорний король · f6 білий пішак · g6 білий пішак · a4 білий король · c4 чорний кінь · g4 білий кінь · h4 біла тура · h3 B l · b2 чорна тура · h1 біла тура | b8 чорна тура · g8 чорний король · f6 білий пішак · g6 білий пішак · a4 білий король · c4 чорний кінь · g4 білий кінь · h4 біла тура · h3 B l · b2 чорна тура · h1 біла тура | b8 чорна тура · g8 чорний король · f6 білий пішак · g6 білий пішак · a4 білий король · c4 чорний кінь · g4 білий кінь · h4 біла тура · h3 B l · b2 чорна тура · h1 біла тура | b8 чорна тура · g8 чорний король · f6 білий пішак · g6 білий пішак · a4 білий король · c4 чорний кінь · g4 білий кінь · h4 біла тура · h3 B l · b2 чорна тура · h1 біла тура | b8 чорна тура · g8 чорний король · f6 білий пішак · g6 білий пішак · a4 білий король · c4 чорний кінь · g4 білий кінь · h4 біла тура · h3 B l · b2 чорна тура · h1 біла тура | b8 чорна тура · g8 чорний король · f6 білий пішак · g6 білий пішак · a4 білий король · c4 чорний кінь · g4 білий кінь · h4 біла тура · h3 B l · b2 чорна тура · h1 біла тура | 1 |
|   | a | b | c | d | e | f | g | h |   |

Мат Діларам — середньовічна мансуба (позиція шахового етюду) невідомого автора з манускрипту 1140 року з бібліотеки турецького султана Абдул-Гаміда, що зберігається у Стамбульському музеї, у якій мат досягається через жертву двох тур. У низці видань авторство приписується видатному арабському майстру шатранджа ас-Сулі.
Своєю назвою пов'язана з романтичною історією, що вперше описується у шаховому рукописі (1503) перського поета Фірдоусі ат-Тахітала.
За легендою, Діларам (з перської — «спокійне сердце») була улюбленою дружиною арабського візира, пристрасного любителя гри в шатрандж (гра-попередник шахів). Одного разу візир, піддавшись азарту, програв сильнішому супернику усе, що в нього було. Останньою ставкою він зробив Діларам. Однак і ця партія складалася для нього неблагополучно, і скоро становище стало зовсім безнадійним. Ще декілька ходів — і він мав програти в шахи дружину. Однак Діларам весь цей час стежила за грою і в самий критичний момент вигукнула: «Пожертвуй обидві тури (арабською — „рухи“) але не віддавай Діларам!». Візир подивився на шахову дошку і раптом, немов прозрівши, побачив витончену комбінацію, за допомогою якої і виграв партію:
1. Лh8+ Крxh8 

2. Af5+ Крg8 

3. Лh8+ Крxh8 

4. g7+ Крg8 

5. Кh6#
Примітка: На полі h3 — альфіль (А). Альфіль (перс. فیل — слон) — попередник слона, міг рухатись лише через одне поле по діагоналі і, як кінь, стрибати через інші фігури.
У середньовічній Європі «мат Діларам» став прообразом близько 200 «задач на парі» (нім. Wettspiele) — шахових задач, які пропонувалось вирішувати на ставку; різновид азартної гри в шахи у XIV—XV ст..